# Museo Marítimo Vasco
El Museo Marítimo Vasco de San Sebastián (España)  inaugurado en 1991, está dedicado a la divulgación y preservación de la historia y del patrimonio marítimo vasco.
A lo largo de los años, ha desarrollado una destacada colección que abarca temas como las actividades balleneras, la construcción naval y diversas exposiciones temporales que enriquecen la comprensión de la influencia del mar en la región. 
El edificio que lo alberga es en sí mismo otro museo ya que es de los pocos edificios que no se destruyeron en la hecatombe de 1813 en la ciudad.
La titularidad del museo es la Diputación Foral de Guipúzcoa.

## El edificio
Edificado a mediados del siglo XVIII en el muelle donostiarra, es uno de los pocos edificios civiles que se salvaron de la destrucción de la ciudad en 1813 y único vestigio arquitectónico existente del Consulado de San Sebastián.
Estuvo destinado al control del movimiento portuario, el cobro de impuestos y el mantenimiento de muelles. Entre sus atribuciones estaba también el auxilio marítimo y el mantenimiento del orden en el puerto.
Así mismo, el capataz encargado de los muelles estuvo alojado en la casa.
Durante un tiempo indeterminado fue empleado como escuela de náutica.
Entre finales de 2018 y principios de 2019 se realizaron diversas obras de acondicionamiento y transformación del edificio, entre otras, la habilitación de un nuevo espacio expositivo en la buhardilla del museo.

## El Museo
El Museo Marítimo Vasco (en euskera  Euskal Itsas Museoa)  cuenta con dos salas de exhibición donde presenta diferentes exposiciones permanentes y temporales de larga duración.
Actualmente, la colección del Museo Marítimo Vasco está compuesta por alrededor de 6.000 piezas, entre grabados, pinturas, fotografías, postales, carteles, metalografías, cartas náuticas, planos, instrumentos de navegación, embarcaciones y objetos etnográficos.
En la primera planta  o principal se explican las actividades balleneras e los pescadores vascos, con arpones y una réplica de una  lancha con las que se daba a caza a las ballenas. La última ballena pescada en Guipúzcoa fue en 1901 en Orio. 
Otras temáticas hacen referencia a la construcción de barcos, cuadros marítimos y un audiovisual sobre la relación de Guipúzcoa con el mar.    